# Veszélyes (film, 2021)
A Veszélyes 2021-ben bemutatott akció-thriller David Hackl rendezésében. A főbb szerepekben Scott Eastwood, Tyrese Gibson, Famke Janssen, Kevin Durand és Mel Gibson látható. A filmet 2021. november 5-én mutatták be a mozikban. Általánosságban negatív kritikákat kapott.

## Rövid történet
Egy megváltozott szociopata egy távoli szigetre utazik, hogy felderítse a bátyja halála mögötti rejtélyt, de hamarosan többel kell szembenéznie, mint amire számított.

## Szereplők
| Szerep                  | Színész          | Magyar hang    |
| ----------------------- | ---------------- | -------------- |
| Dylan “D” Forrester     | Scott Eastwood   | Dévai Balázs   |
| McCoy seriff            | Tyrese Gibson    | Kálid Artúr    |
| Shaughessy ügynök       | Famke Janssen    | Bertalan Ágnes |
| Cole                    | Kevin Durand     | Dolmány Attila |
| Dr. Alderwood           | Mel Gibson       | Sörös Sándor   |
| Massey                  | Brendan Fletcher | Gémes Antos    |
| Felix                   | Ryan Robbins     |                |
| Linda Forrester         | Brenda Bazinet   | Vándor Éva     |
| Susan Forrester         | Leanne Lapp      |                |
| Blanchard               | Chad Rook        |                |
| Pike                    | Brock Morgan     |                |
| Jo                      | Destiny Millns   |                |
| Freddie Forrester       | Atlee Smallman   |                |
| Sean Forrester (hangja) | Matt Brown       | Papp Dániel    |
| mesterlövész            | Jayce Barreiro   |                |

## Gyártás
A forgatás 2020 decemberében kezdődött, és december 23-án fejeződött be. A forgatás Kamloopsban és a kanadai Okanaganban történt.

## Megjelenés
A Veszélyes 2021. november 5-én került a mozikba.